# فرنگی‌سازی

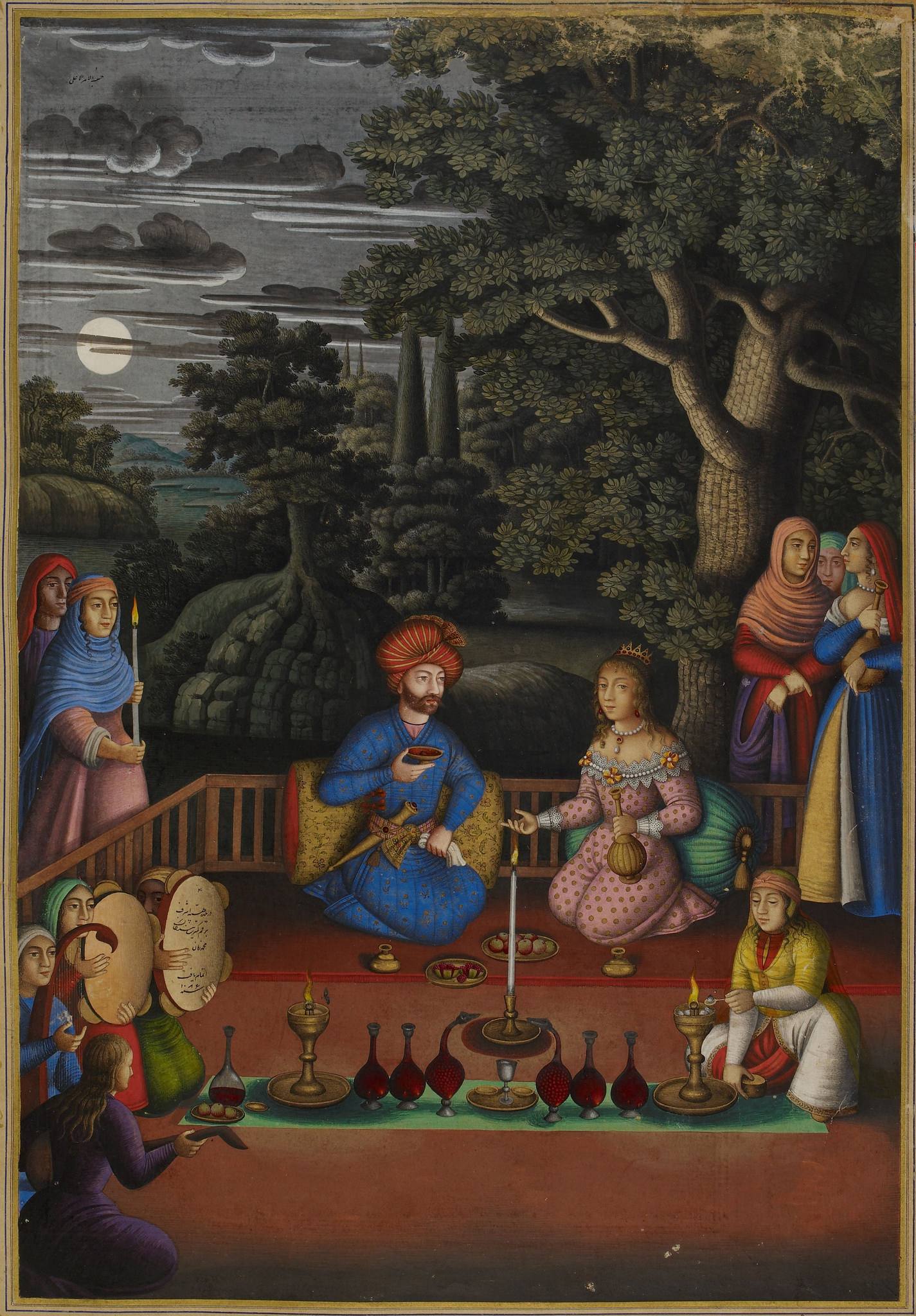
"بهرام گور و شاهدخت هندی، " محمد زمان، 1675/76

فرنگی‌سازی گونه‌ای از نقاشی ایرانی در دورهٔ صفوی بود. این سبک در زمان شاه عباس دوم پدید آمد ولی در دورهٔ شاه سلیمان به اوج رسید. 
رویین پاکباز فرنگی سازی را الگو برداری ناقص از نقاشی اروپای می‌داند. این شیوه الگو برداری فارغ از دید ژرفگرایانه است، بطوریکه به صورت سطحی از شیوه نقشمایه‌های اروپایی تقلید می‌شود. این شیوه الگو برداری در بین نگارگران قدیم ایرانی و هندی نزدیک به دویست سال و از سالهای میانی سده یازدهم تا سالهای نخستین سده چهاردهم رواج داشته است. با ظهور استادانی همانند ابوالحسن غفاری (صنیع الملک)، علی اکبر خان مزین الدوله، موسی (ممیزی) و کمال الملک فرنگی سازی منسوخ گشت و طبیعتگرایی ژرف و اصولی جایگزین آن شد.